# Lijst van Vlaamse ministers van Buitenlandse Handel
Dit is een lijst van ministers van Buitenlandse Handel in de Vlaamse regering. 

## Lijst
| Nr.                                | Minister | Minister                  | Partij | Partij       | Begin           | Einde          | Regering(en)           |
| ---------------------------------- | -------- | ------------------------- | ------ | ------------ | --------------- | -------------- | ---------------------- |
| 1                                  |          | Johan Sauwens (1951)      |        | VU           | 5 februari 1992 | 20 juni 1995   | Van den Brande II, III |
| vacant (20 juni 1995-6 juli 2001)  |          |                           |        |              |                 |                |                        |
| 2                                  |          | Jaak Gabriëls (1943-2024) |        | VLD          | 6 juli 2001     | 10 juni 2003   | Dewael                 |
| vacant (10 juni 2003-22 juli 2004) |          |                           |        |              |                 |                |                        |
| 3                                  |          | Fientje Moerman (1958)    |        | VLD/Open Vld | 22 juli 2004    | 9 oktober 2007 | Leterme, Peeters I     |
| 4                                  |          | Patricia Ceysens (1965)   |        | Open Vld     | 10 oktober 2007 | 13 juli 2009   | Peeters I              |